# Vigilio Rabaglio
Vigilio Rabaglio, ou Virgilio Rabaglio, est un architecte tessinois ayant travaillé dans le Milanais et en Espagne, né à Gandria, petit port situé à 5 km à l'est de Lugano, aujourd'hui un quartier de Lugano le 24 septembre 1711, et mort à Gandria (Lugano) le 26 mai 1800 .
Il est le fils de Giacomo Rabaglio et de Lucia Rastelloni.

## Biographie

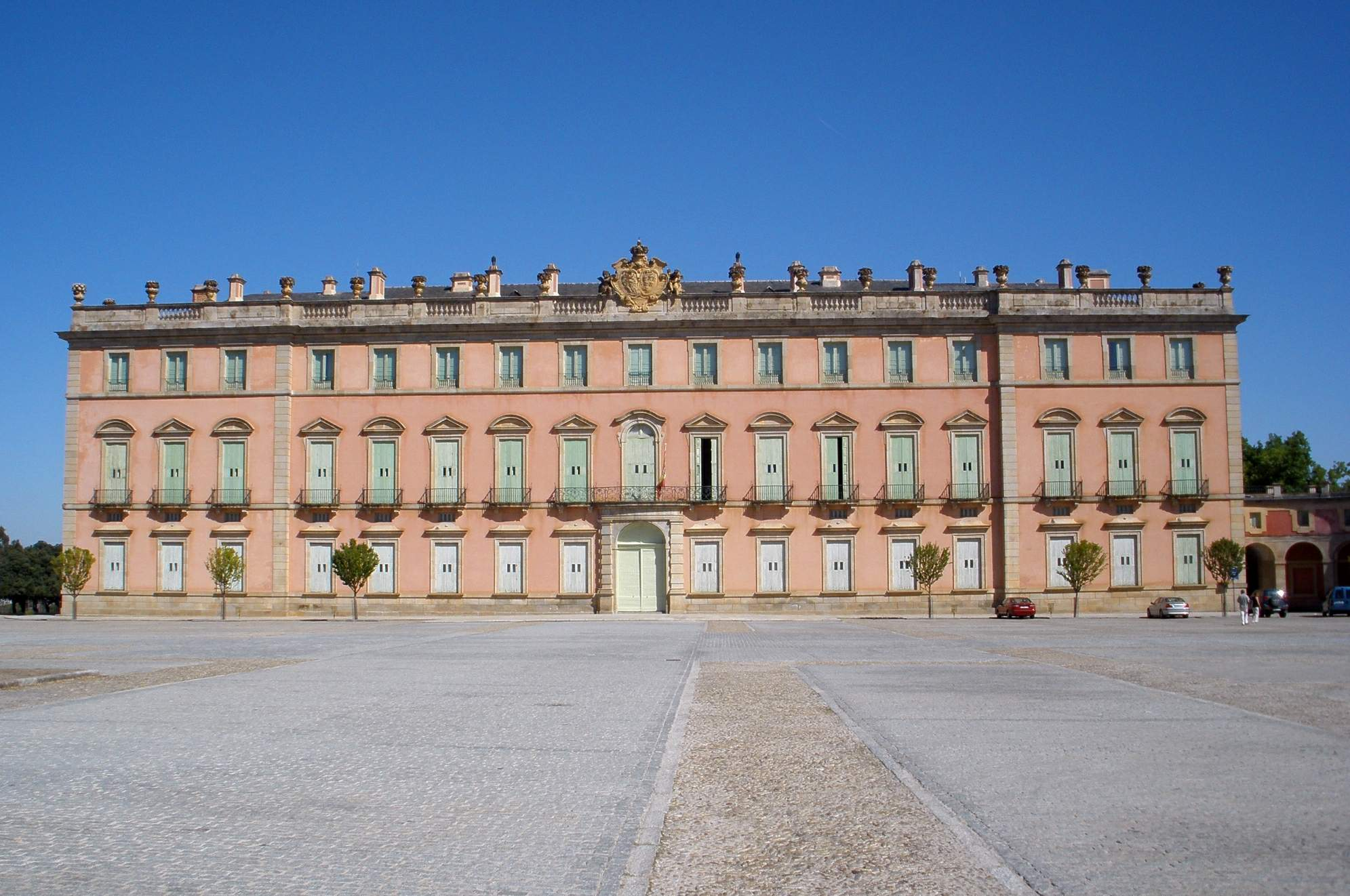
Le palais royal de Riofrío

Entre 1723 et 1734, il s'est formé comme architecte à Milan auprès de l'architecte Pagani pendant neuf ans et à Vicence pendant trois ans.
Entre 1734 et 1736, il a travaillé à la chartreuse de Pavie, au sanctuaire Notre-Dame de la Consolation de Turin en 1736 et dans le val d'Aoste.
Il a fait partie du « clan Scotti ». Le marquis Annibale Scotti di Castelbosco, originaire de Plaisance, arrivé en Espagne en 1717, proche de la seconde épouse de Philippe V, la reine Élisabeth Farnèse, gentilhomme de sa chambre, un de ses majordomes et son homme de confiance, a été influent à la cour jusqu'à la mort du roi, en 1746.
Le comte Scotti l'a fait venir à Madrid en 1737 où il a fait travaillé pour la cour des Bourbons, comme maître d'œuvre pour la fabrique du palais royal de Madrid.
En 1737-1738, il a été l'architecte du théâtre de los Cañosdel Peral.
Le 27 juin 1742 il est qualifié de « maestro arquitecto » du palais royal. En 1743, il a fait venir en Espagne son frère Pietro pour participer à la construction des palais royaux.
À partir de 1743, il a terminé la construction de l'église de los Santos Justo y Pastor de Madrid, actuelle basilique de San Miguel. Cette église a été commencée en 1739 Giacomo Bonavia.
Son œuvre la plus importante a été le palais royal de Riofrío, à Navas de Riofrío (province de Ségovie), pour Élisabeth Farnèse, entrepris en 1752. Le palais n'a jamais été totalement terminé et la reine ne l'a jamais habité. Après avoir dessiné les plans, il a travaillé sur ce projet jusqu'en février 1753 quand il s'arrête car il considère les conditions de travail et sa rémunération injuste. Le travail a été continué par son adjoint, Carlos Frasquina (1753-1757), puis Pedro Sermini (1757-1762) et José Díaz Gamones (1762-1767). Après la mort d'Élisabeth Farnèse, les travaux s'arrêtent en 1767.
Il est rentré à Gandria fortune faite et a passé ses dernières années à la gérer.